# Janoah Müller
Janoah Müller (25 de julio de 2007) es una deportista alemana que compite en gimnasia artística. Ganó una medalla de plata en el Campeonato Europeo de Gimnasia Artística de 2025, en la prueba por equipos.

## Palmarés internacional
| Campeonato Europeo | Campeonato Europeo | Campeonato Europeo | Campeonato Europeo   |
| Año                | Lugar              | Medalla            | Prueba               |
| ------------------ | ------------------ | ------------------ | -------------------- |
| 2025               | Leipzig (Alemania) | Medalla de plata   | Concurso por equipos |